# Stig Engström
Stig Gunnar Engström (ur. 14 stycznia 1942 w Sztokholmie) – szwedzki aktor. Od 1968 roku wystąpił w ponad 60 produkcjach filmowych i telewizyjnych.

## Wybrana filmografia
- Badarna (1968)
- Georgia, Georgia (1972)
- Jag är Maria (1979)
- Göta kanal eller Vem drog ur proppen? (1981)
- Mio mój Mio (Mio min Mio, 1987)
- Polismördaren (1994)
- Duch topielca (Strandvaskaren, 2004)
- Wspaniała i kochana przez wszystkich (Underbar och älskad av alla, 2007)